# Base ammiraglio Brown
La base ammiraglio Brown (in spagnolo base Almirante Brown) è una base antartica estiva argentina intitolata all'ammiraglio William Brown, padre dell'Armada de la República Argentina.
Localizzata a ad una latitudine di 64°51'S e ad una longitudine di 62°54'O la stazione si affaccia sulla baia Paradiso nella penisola antartica.
Fondata nel 1951, le strutture vennero bruciate nel 1984 da un membro del team che avrebbe dovuto trascorrere l'inverno in Antartide. Si suppone che volesse in questo modo accelerare il proprio ritorno a casa. La base è oggi parzialmente ricostruita, ma è utilizzata soltanto durante la stagione estiva.

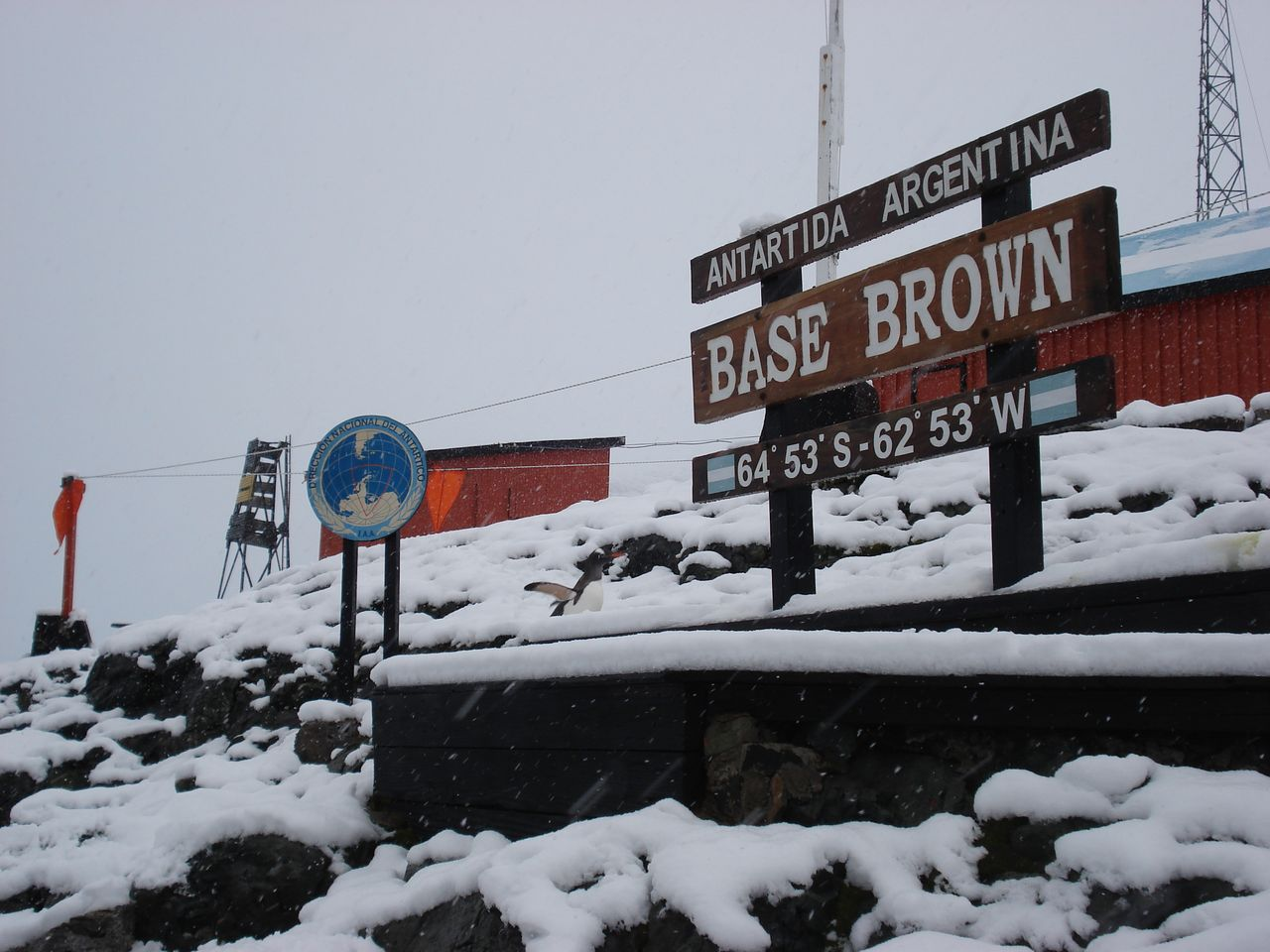
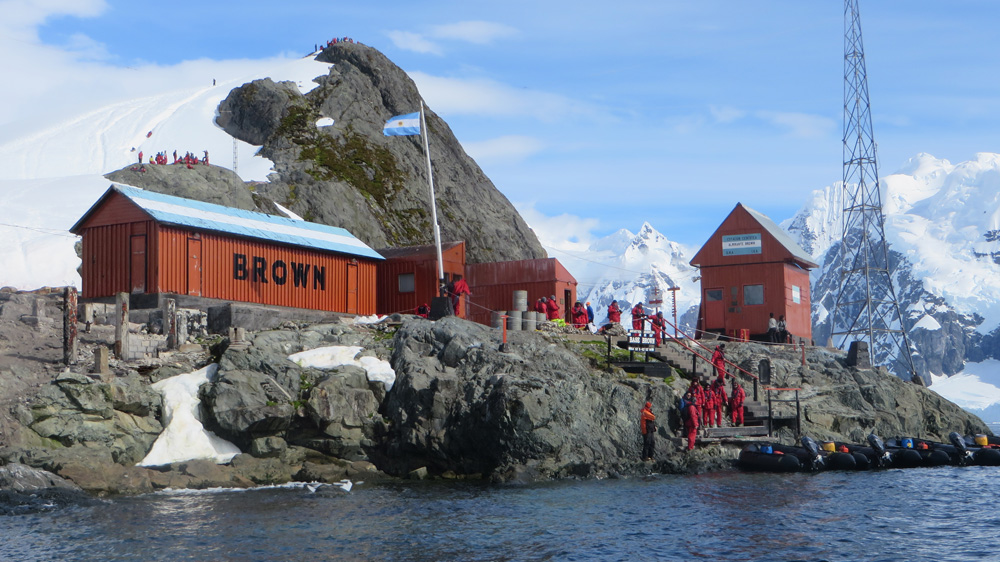
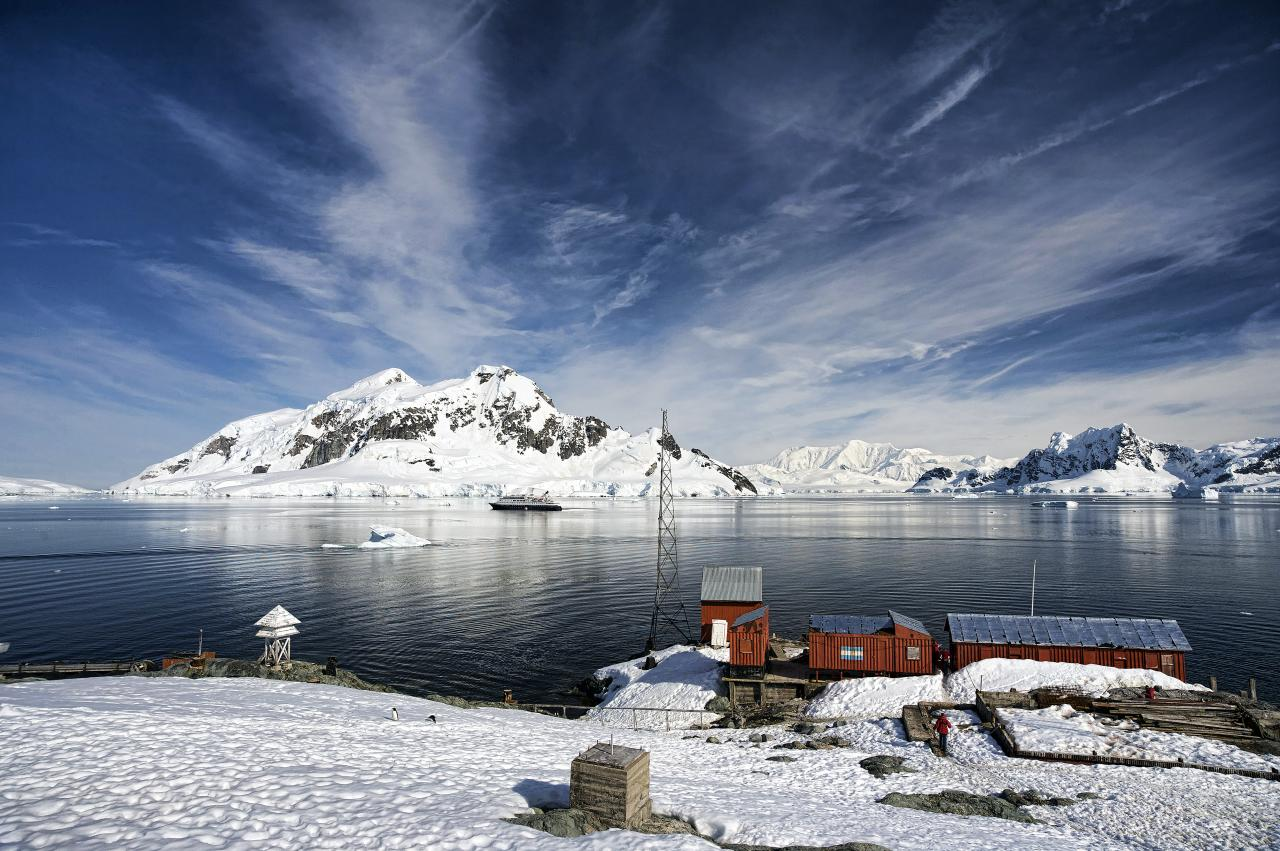
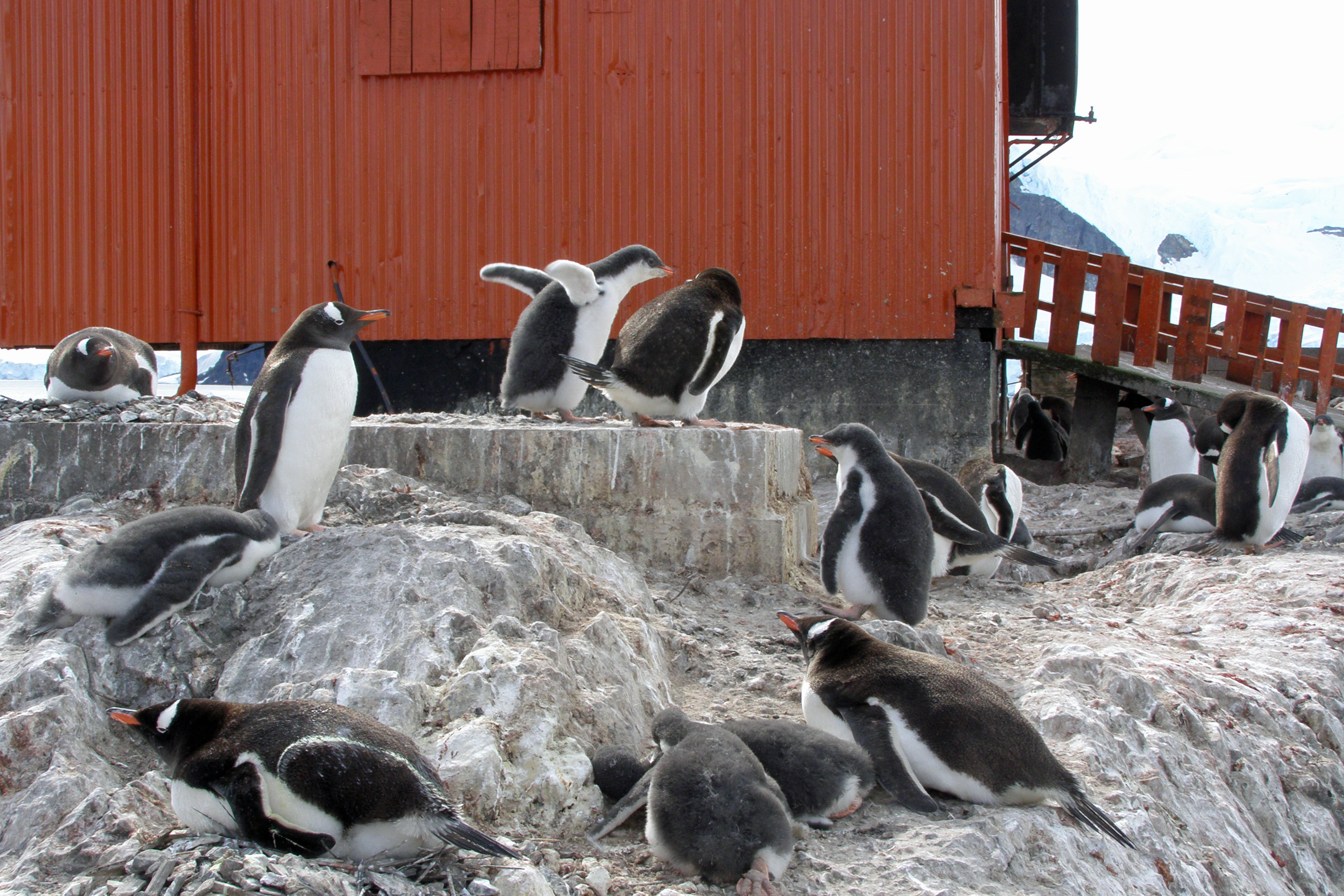